# William Conrad
William Conrad (Louisville, 27 de setembre de 1920 - Los Angeles, 11 de febrer de 1994) va ser un actor estatunidenc.

## Biografia
Va començar treballant en la ràdio a la fi de la dècada de 1930 a Califòrnia; posteriorment va servir com a pilot a l'exèrcit del seu país durant la II Guerra Mundial. Finalitzada la contesa, va continuar treballant com a actor radiofònic, labor per a la qual es trobava especialment dotat gràcies a la seva veu greu, profunda i ressonant. Destaca el seu paper de Marshal Matt Dillon en la radionovel·la ambientada al Far West Gunsmoke (1952–61). Altres produccions radiofòniques en les quals va treballar inclouen Fuita, Suspens i The Damon Runyon Theater. Va participar en l'episodi "Spokes" d'El Gran Chaparral com China Pierce.
Va treballar també en cinema, encara que només de forma esporàdica, destacant entre els títols en els quals va intervenir The Killers (1946), al costat de Burt Lancaster i Ava Gardner, Cos i ànima (1947), Joan of Arc (1948) amb Ingrid Bergman, i The Naked Jungle (1954), amb Charlton Heston.
No obstant això, és probablement més recordat a causa del seu treball en televisió. Va debutar en el mitjà en la dècada de 1960. Va intervenir en sèries com The Man and the Challenge o Target: The Corruptors! (1962) i va ser el narrador en la famosa producció El fugitiu (1963-1967). Probablement el seu personatge més popular va ser el de l'obès detectiu que donava títol a la sèrie Cannon, emesa per la cadena CBS entre 1971 i 1976. Posteriorment va protagonitzar també les sèries Nero Wolfe (1981) i Jake and the Fatman (1987–1992), amb Joe Penny.
Va morir a causa d'una insuficiència coronària, l'11 de febrer de 1994, a l'edat de 73 anys. Va ser elegit pòstumament membre del National Radio Hall of Fame en 1997.